# Посада Риботицька
Посада Риботицька (пол. Posada Rybotycka) — село в Польщі, у гміні Фредрополь Перемишльського повіту Підкарпатського воєводства, у межах етнічної української території Надсяння.
Населення — 58 осіб (2011).

## Географія
Розташоване за 17 км від Перемишля та за 11 км від Фредрополя, над річкою Вігором, західніше Риботич.

## Історія
Поселення згадується вперше 1367 р. За часів Австро-Угорщини входило до складу Добромильського повіту.  У 1921 р. в Посаді Риботицькій було 98 будинків і 602 мешканці, у тому числі 79 поляків. У 1945 р. українське населення села було депортоване до СРСР, в основному в село Жнибороди тодішнього Золотопотіцького району (нині — Бучацький район) Тернопільської області. Нині в селі проживає 62 особи.
У 1975-1998 роках село належало до Перемишльського воєводства.

## Церква в Посаді Риботицькій
У часи, коли ці землі належали Київській Русі, тут створено православний монастир Св. Онуфрія та збудовано поселення, яке спочатку називалось «Гоноффри», правдоподібно від імені покровителя монастиря (назва «Посада» вперше згадується 1494 р.). У XV ст. на лівому березі Вігору на пагорбі, що в західній частині села, збудовано муровану церкву Св. Онуфрія. Це найстаріша збережена церква в Польщі (найстарша саме серед православних та греко-католицьких храмів, але не римо-католицьких) та одна з двох, яка здійснювала також оборонні функції. Збудовані з цегли стіни церкви дуже товсті. На стінах та на склепінні збереглися вириті в штукатурці написи латинською та давньоукраїнською мовами, а також дати — 1506 та 1514 рр. У 1966 р. в нефі та у вівтарній частині виявлено виконану у візантійському стилі поліхромію з XVI ст. Церква опоясана рядами оборонних мурів зі стрільницями.
У податкових списках Перемишльської єпархії Посада Риботицька згадується в 1510 р. Тепер греко-католицька церква є філією Національного музею у Перемишлі.
2012 року опубліковано інформацію про те, що фрески цієї церкви датуються XV сторіччям. Розпис цієї церкви є єдиним у Польщі повним зібранням біблійних мотивів на стінах. Фрески потребують реставрації, тому відбувається збір коштів для їхнього відновлення та захисту.

## Демографія
Демографічна структура станом на 31 березня 2011 року:
|          | Загалом | Допрацездатний вік | Працездатний вік | Постпрацездатний вік |
| -------- | ------- | ------------------ | ---------------- | -------------------- |
| Чоловіки | 36      | 12                 | 22               | 2                    |
| Жінки    | 22      | 3                  | 16               | 3                    |
| Разом    | 58      | 15                 | 38               | 5                    |